# David Brydie Mitchell
David Brydie Mitchell, född 22 oktober 1766 i Muthill, död 22 april 1837 i Milledgeville, Georgia, var en skotsk-amerikansk politiker (demokrat-republikan). Han var Georgias guvernör 1809–1813 och 1815–1817.
Mitchell flyttade 1782 till Savannah från Skottland. Efter juridikstudier i Savannah fick han USA:s medborgarskap. År 1792 gifte han sig med Jane Mills. År 1802 dödade han federalisten William Hunter i en duell.
Mitchell var Savannahs borgmästare 1801–1802 och tjänstgjorde sedan fram till år 1804 som federal åklagare.
Mitchell efterträdde 1809 Jared Irwin som guvernör och efterträddes 1813 av Peter Early. Han tillträdde 1815 guvernörsämbetet på nytt och efterträddes 1817 av William Rabun.